# Petr Modlitba
Petr Modlitba (* 5. července 1968 Brno) je český malíř, známý zejména jako ilustrátor pravěku. Patří k okruhu umělců, označovaných někdy za "pokračovatele Zdeňka Buriana". Jeho hlavní tvorbou je tedy tzv. paleoart.

## Život a dílo
O tematiku pravěku se pod vlivem knížek Josefa Augusty začal zajímat již zhruba od roku 1976. Olejomalbě se pak začal věnovat ve svých 16 letech. Přelomové pro něho bylo setkání s antropologem prof. Janem Jelínkem v roce 2001. V posledních letech vystavuje své obrazy v institucích jako je Pavilon Anthropos v Brně nebo Chlupáčovo muzeum historie Země na pražském Albertově. Ve svém díle částečně navazuje na proslulého Zdeňka Buriana. Vystavoval v Brně, Kroměříži, Čáslavi, Praze ale také ve Francii nebo Holandsku.
Kromě mnoha ilustrací pro přírodovědné časopisy nebo literaturu pro mládež ilustroval či spoluilustroval i několik knih (např. Putování naším pravěkem z roku 2011 nebo Nová cesta do pravěku autora Vladimíra Sochy z roku 2019).